# Bomolocha ammonia
Bomolocha ammonia là một loài bướm đêm trong họ Noctuidae.